# Jorge Chávez (Metro de Lima y Callao)
Jorge Chávez es la octava estación de la línea 1 del Metro de Lima y Callao. Está ubicada en la intersección de las avenidas Tomás Marsano y Andrés Tinoco, en el distrito de Santiago de Surco. La estación es elevada y su entorno es residencial. 

## Historia
La estación fue construida solo la parte estructural en 1996. Después, entre los meses de julio y noviembre de 1999, se amplió 220 metros para su cola de vía. Con el reinicio de las obras civiles en 2010, fue modificada y remodelada para ser inaugurada el 11 de julio de 2011, como parte de la extensión del tramo 1.

## Acceso
El acceso es único en el lado norte de la estación y se encuentra a nivel de calle.
La estación posee dos niveles; en el primero se encuentra la zona de torniquetes y boletería. En el segundo, las plataformas norte y sur están conectadas internamente por escaleras mecánicas y ascensores provenientes del primer nivel.